# Пабло Ганет
Пабло Ганет Комитре (на испански: Pablo Ganet Comitre) е испански и футболист на Екваториална Гвинея, играещ като полузащитник за испанския Депортиво Алкояно и националния отбор на Екваториална Гвинея. Участник в Купата на африканските нации 2015, Купата на африканските нации 2021 и Купата на африканските нации 2023 През 2024 на Купата на африканските нации 2023 вкарва третия гол срещу Кот д'Ивоар за победата с 4:0.

## Успехи
Итихад (Танжер)
- Ботола
  -  Шампион на Мароко (1): 2017/18

 Екваториална Гвинея
- Купата на африканските нации 2015
  - 4-то място (1): 2015